# Anna Lemmenmeier
Anna Lemmenmeier (* 1984) ist eine Schweizer Journalistin und Auslandkorrespondentin für das Schweizer Radio und Fernsehen (SRF). Sie lebt seit 2017 mit ihrer Familie in Nairobi und arbeitet als Afrikakorrespondentin für Radio SRF und online für SRF News.

## Leben und Ausbildung
Anna Lemmenmeier wuchs in St. Gallen auf. Schon in ihrer Jugend war sie von Afrika fasziniert, sie setzte sich bei Reisen und später im Studium damit auseinander. Nach der Maturität lebte sie einige Monate in Burkina Faso.
Anna Lemmenmeier studierte in Genf Internationale Beziehungen und Völkerrecht. Ihre Bachelorarbeit schrieb sie über Thomas Sankara. Danach studierte sie Geschichte in Bern und Accra. Für ihre Masterarbeit recherchierte sie in Ghana. Thema ist Operation Feed Yourself, ein staatliches Programm zur Selbstversorgung mit Nahrungsmitteln in Ghana in den 1970er Jahren.

## Journalistische Arbeit
Anna Lemmenmeier arbeitet seit 2009 in verschiedenen Funktionen bei Radio SRF. Zunächst war sie Redaktorin und Produzentin beim Sender Radio SRF 4 News und bei der Morgensendung «Heute Morgen». Danach war sie Mitglied der Wirtschaftsredaktion.
Als Korrespondentin ist sie für alle afrikanischen Staaten südlich der Sahara zuständig. Sie bereist regelmässig Länder auf dem Kontinent.
Am 15. Januar 2019 fand in unmittelbarer Nähe ihres Hauses ein Terroranschlag auf den Luxuskomplex DusitD2 statt.
Mit einer Reportage aus Somalia erreichte sie 2022 den zweiten Platz in der Kategorie Audio beim Swiss Press Award.